# Steve Tucker
Robert Steve Tucker (Mooresville, 4 de marzo de 1979) es un deportista estadounidense que compitió en remo.
Ganó una medalla de bronce en el Campeonato Mundial de Remo de 2002, en la prueba de scull individual ligero. Participó en dos Juegos Olímpicos de Verano, ocupando el undécimo lugar en Sídney 2000 y el séptimo en Atenas 2004, en el doble scull ligero.

## Palmarés internacional
| Campeonato Mundial | Campeonato Mundial | Campeonato Mundial | Campeonato Mundial      |
| Año                | Lugar              | Medalla            | Prueba                  |
| ------------------ | ------------------ | ------------------ | ----------------------- |
| 2002               | Sevilla (España)   | Medalla de bronce  | Scull individual ligero |